# Orde van Danaker
De Orde van Danaker (Kirgizisch: Данакер ордени) is een naar het nationaal epos genoemde aantal van veertig oerstammen, in het Kirgizisch "Danaker" genoemde ridderorde in Kirgizië. De orde herinnert aan het mondeling overgeleverde, een half miljoen regels beslaande, heldengedicht van de Kirgiezen die door Manas zouden zijn verenigd. De huidige Kirgiezen zouden van deze veertig stammen afstammen. Daarom heeft de ster van de orde veertig punten.
De orde wordt aan staatshoofden en diplomaten maar ook voor wetenschappelijke en voor culturele verdiensten toegekend en bestaat uit een enkele klasse volgens de traditie van de socialistische orden.
Het lint is donkerblauw. Men draagt de onderscheiding op de linkerborst.